# 화이인구 (지난시)

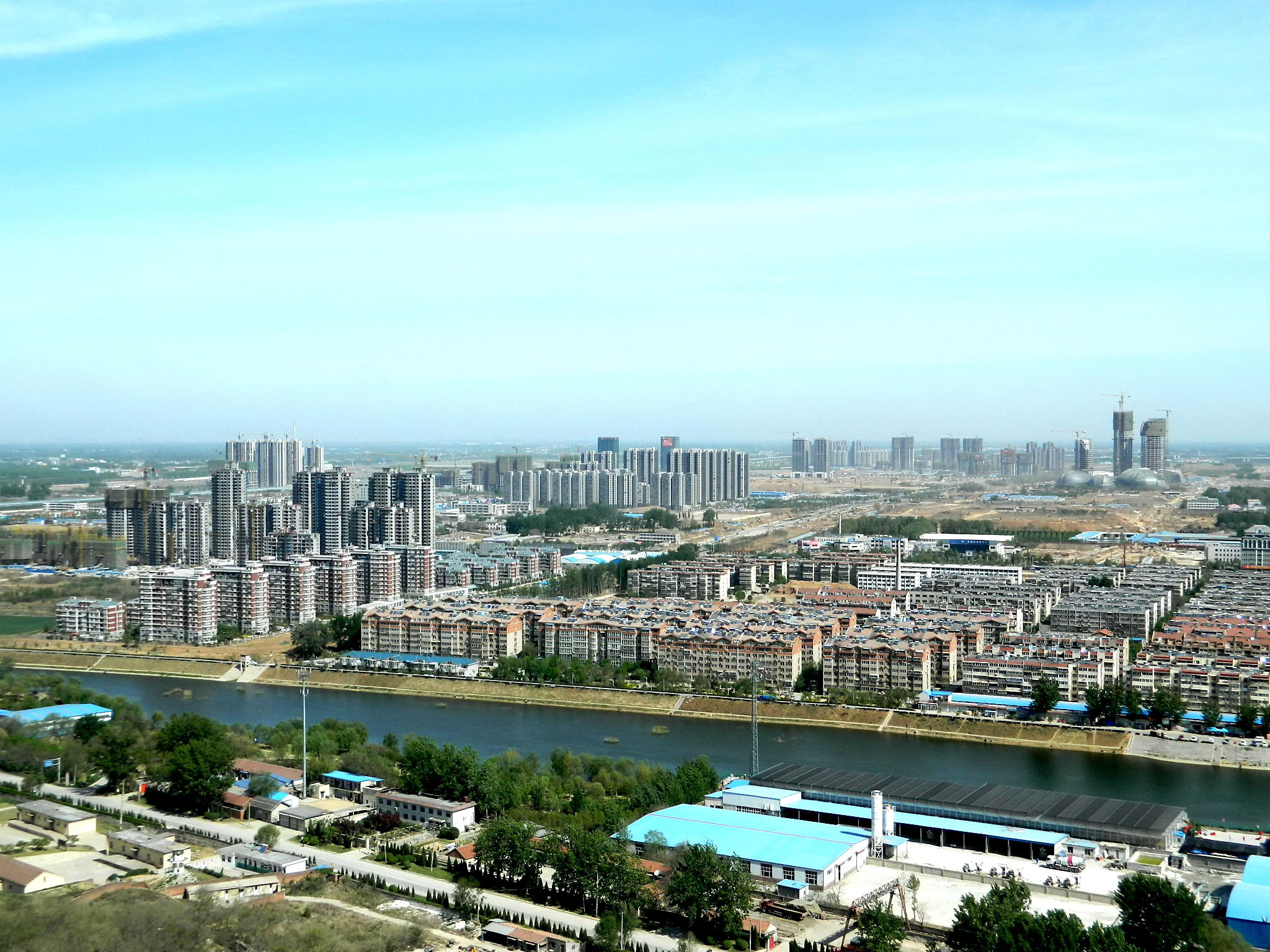

화이인구(한국어: 괴음구, 중국어: 槐荫区, 병음: Huáiyīn Qū)는 중화인민공화국 산둥성 지난시의 현급 행정구역이다. 넓이는 151km2이고, 인구는 2007년 기준으로 370,000명이다.

## 행정 구역
12개 가도, 2개 진을 관할한다.
- 가도: 振兴街街道, 中大槐树街道, 道德街街道, 西市场街道, 五里沟街道, 营市街街道, 青年公园街道, 南辛庄街道, 段店北路街道, 张庄路街道, 匡山街道, 美里湖街道.
- 진: 吴家堡镇, 段店镇.